# بيمان حسيني
بيمان حسيني (16 فبراير 1984 في إيران - ) هو لاعب كرة قدم إيراني في مركز حراسة المرمى. لعب مع نادي سايبا ونادي شموشك نوشهر ونادي شهرداري تبريز.